# Foho Oholaun
Der Foho Oholaun (kurz Oholaun) ist ein Berg in Osttimor mit einer Höhe von 640 m. Er liegt im Osten der Aldeia Palaca (Sucos Sanirin), an der Grenze zu Suco Leolima. Er liegt östlich des Bergmassivs des Foho Lauleun. Zu diesem gehört auch der benachbarte Foho Suba Lesu. Zwischen dem Suba Lesu und dem Oholaun befinden sich die beiden Dörfer Subaleco Foho und Maliaben.